# Kam-Tai
Kam-Tai, etnolingvistička skupina koja obuhvaća mnogobrojne tajske narode i jezike raspršene po Indokini i Kini. Jezično su podijeljeni na dva veća i jedan manji ogranak, to su Be-Tai, Kam-Sui i Lakkja. Ogranak Be-Tai dalje se grana na tajske narode koji s narodom Saek čini jezičnu podskupinu Tai-Sek s 49 jezika i manji narod Lingao iz Kine čiji je jezik jedini član podskupine Be. Drugi ogranak Kam-Sui obuhvaća desetak naroda a najveći su Kam ili Dong i Shui ili Sui ili Šuej, nadalje Ai-Cham, Biao, Cao Miao, Kang, Mak, Mulam, Maonan i Šuejima srodni T'en. Treći i najmanji ogranak Lakkja obuhvaća narod Lakkia iz Kine.

## Vanjske poveznice
- The status of research on Kam-Tai studies by Chinese scholars